# Gasdotto Jamal-Europa
Il gasdotto Jamal-Europa (in russo Ямал — Европа?), Yamal-Europa secondo la traslitterazione anglosassone, è un gasdotto lungo 4107 chilometri che trasporta il gas dal giacimento di gas naturale dalla penisola Jamal attraverso la Siberia Occidentale settentrionale e poi la Bielorussia, fino ad arrivare in Polonia e Germania.
Ad inizio marzo 2022, a seguito dell'invasione russa dell'Ucraina, il gasdotto è stato temporaneamente chiuso. In precedenza, trasportava ed esportava circa il 10% di tutto il gas russo importato dall'Europa.